# タイセイヨウマダライルカ
タイセイヨウマダライルカ（大西洋斑海豚、Stenella frontalis）は鯨偶蹄目ハクジラ亜目マイルカ科スジイルカ属に属するイルカである。

## 分類学
タイセイヨウマダライルカは、1828年、キュヴィエによって新種として報告された。身体の特徴の個体差が大きいため、分類は難しかったが、現在では単一の種とされている。アメリカ合衆国フロリダ州周辺では、他よりも少し大きく、特に斑模様が目立つ種類が良く見られる。これらがタイセイヨウマダライルカの亜種あるいはタイセイヨウマダライルカとは別の種として分類される可能性もある。
カスリイルカとも呼ばれる。
シノニムとして Stenella plagiodon (Cope, 1866) がある。

## 分布
大西洋の温帯から熱帯にかけて、

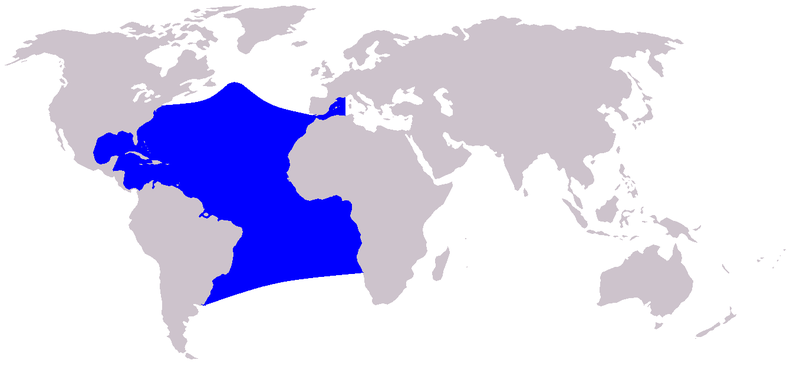
タイセイヨウマダライルカの生息域

タイセイヨウマダライルカは大西洋の温帯から熱帯にかけての海域に固有のイルカである。特に北大西洋のメキシコ湾流が流れる海域に多く棲息しており、フロリダ州からバミューダにかけてのメキシコ湾流の西の端あたりでは良く見られる。また、メキシコ湾にも棲息する。
さらに東方のアゾレス諸島やカナリア諸島で見られることはあまり頻繁ではない。北限は、アメリカ合衆国マサチューセッツ州ケープコッドとスペインの南西の端を繋ぐ線のあたりである。南限は良くわかってはいないが、ブラジルのリオグランデ・ド・スル州や西アフリカ沖などに棲息することはわかっている。

## 形態
成体の体長は1.7m - 2.3m。タイセイヨウマダライルカは産まれた時点ではほぼ均一な灰色であり、特徴的な斑を持たない。が、成長につれて大きく変化し、腹側には濃い灰色の斑紋、横腹には白い斑紋が現れ、背や背びれは濃い灰色となる。成熟するにつれ斑紋は濃くなり、数も増えて体中を覆うようになり、完全に成熟すると、白点のあるほぼ真っ黒な模様になる。
ハンドウイルカやマダライルカと見間違えやすいが、太く長い吻、ずんぐりとした胴体、肩から背びれにかけての明るい色の帯がこの種の識別点である。

## 生態
スジイルカ属の他の種と同じく、群を成して行動することを好む。泳ぐのは速く、船の船首波を跳んだり、アクロバット的なジャンプを行うことも良くある。

## 生息数
同じ海域に、似たような他の種類のイルカが多数棲息しているために、タイセイヨウマダライルカの生息数を正確に調べることは困難である。全生息数を控えめに言えば約10万頭である。

## 人間との関係
一部のタイセイヨウマダライルカ、特にバハマ周辺に棲息するタイセイヨウマダライルカは人間との接触に慣れ親しんでおり、船によるドルフィンウォッチングだけでなく、ドルフィンスイム（イルカと一緒に泳ぐこと）も一般的に行われている。人間をあまり恐がらないことを利用して、イルカ研究者は背びれに無線発信機を取り付けて、行動パターンを観察することもある。
タイセイヨウマダライルカがイルカ漁の対象となって捕獲されることも時折ある。また、刺し網による混獲もある。しかしながら、これらのことが原因となってタイセイヨウマダライルカが絶滅してしまうおそれがあるとは、現時点では考えられていない。
IUCNのレッドリストでは DD（Data Deficient、「データ不足」）に分類されている。
LOWER RISK - Least Concern (IUCN Red List Ver. 2.3 (1994))